# Tào (nước)
Tào quốc (phồn thể: 曹國; giản thể: 曹国) là một nước chư hầu nhà Chu tồn tại vào thời Xuân Thu trong lịch sử Trung Quốc. Lãnh thổ nước Tào hiện ở khoảng vùng Định Đào, Sơn Đông ngày nay.
Quân chủ nước Tào là người họ Cơ, được Chu Vũ vương Cơ Phát ban cho Bá tước ở đất Tào. Thủy tổ quân chủ nước này là Cơ Chấn Đạc, con trai của Chu Văn vương, em của Chu Vũ vương.

## Lịch sử
Do nước Tào quá nhỏ bé, yếu ớt nên ghi chép về nước này quá ít ỏi. Thời kỳ Tây Chu, sự kiện duy nhất của nước Tào được ghi chép trong Sử ký Tư Mã Thiên là vào năm 826 TCN, Tào U bá bị em là Tào Đái bá sát hại. Thời Đông Chu, nước Tào lại phát sinh nội loạn. Năm 761 TCN, Cơ Vũ sát hại anh là Tào bá Cơ Thạch Phủ để tự lập làm vua. Cơ Vũ làm quân chủ được 3 năm, khi chết có thụy hiệu là Tào Mục công, và từ đó trở đi mọi vị quân chủ nước Tào đều có thụy hiệu tự xưng là tước Công.
Thời kỳ Xuân Thu, nước Tào trở thành đối tượng tranh giành của hai nước Tấn, Sở. Năm 637 TCN, công tử nước Tấn là Trùng Nhĩ (sau này là Tấn Văn công) chạy nạn qua nước Tào, nhưng Tào Cộng công đối đãi rất vô lễ. Năm 631 TCN, sau khi trận Thành Bộc giữa quân đội Tấn và Sở kết thúc, nước Tấn đem quân trừng phạt nước Tào. Nước Vệ đem quân cứu nước Tống, nhưng bỏ mặc cho Tào Cộng công bị bắt. Cộng công sau đó được thả về và mất năm 618 TCN. Sau thất bại của Sở, nước Tào quy thuộc và nghe lệnh nước Tấn.
Sau này, quan hệ Tào-Tống trở nên tồi tệ. Năm 515 TCN, sau khi Tào Điệu công bị Tống Cảnh công giam giữ cho đến chết, nước Tào phát sinh nội loạn, các vị quân chủ kế nhiệm như Tào Thanh công và Tào Ẩn công lần lượt đều bị sát hại. Đến khi Tào Phế công Cơ Bá Dương lên ngôi, ban đầu ông này không nghe lệnh nước Tấn do Tấn cũng đã suy yếu vì sự tranh giành quyền lực của lục khanh, sau đó lại đem quân xâm nhập nước Tống. Kết quả Tống Cảnh công đem quân chinh phạt Tào. Nước Tấn không phái binh ứng cứu. Năm 487 TCN, Tống Cảnh công bắt được Tào công Cơ Bá Dương đem giết, nước Tào diệt vong.
Hậu duệ nước Tào sau này lấy quốc hiệu làm họ, tức là họ Tào.

## Danh sách quân chủ nước Tào
|                               |                               |                               |                               |                               |                               |  |  |                                  |                                  |                                  |                                  |                                  |                                  |  |  | Tào Thúc Chấn Đạc                   |                                    |                                    |                                    |                                    |                                    |  |  |                                    |                                    |                                    |                                    |                                    |                                    |  |  |                 |                 |                 |                 |                 |                 |  |  |  |  |  |  |  |  |  |  |  |  |  |  |  |  |  |  |
|                               |                               |                               |                               |                               |                               |  |  |                                  |                                  |                                  |                                  |                                  |                                  |  |  |                                     |                                    |                                    |                                    |                                    |                                    |  |  |                                    |                                    |                                    |                                    |                                    |                                    |  |  |                 |                 |                 |                 |                 |                 |  |  |  |  |  |  |  |  |  |  |  |  |  |  |  |  |  |  |
|                               |                               |                               |                               |                               |                               |  |  |                                  |                                  |                                  |                                  |                                  |                                  |  |  | Tào Thái bá                         |                                    |                                    |                                    |                                    |                                    |  |  |                                    |                                    |                                    |                                    |                                    |                                    |  |  |                 |                 |                 |                 |                 |                 |  |  |  |  |  |  |  |  |  |  |  |  |  |  |  |  |  |  |
|                               |                               |                               |                               |                               |                               |  |  |                                  |                                  |                                  |                                  |                                  |                                  |  |  |                                     |                                    |                                    |                                    |                                    |                                    |  |  |                                    |                                    |                                    |                                    |                                    |                                    |  |  |                 |                 |                 |                 |                 |                 |  |  |  |  |  |  |  |  |  |  |  |  |  |  |  |  |  |  |
|                               |                               |                               |                               |                               |                               |  |  |                                  |                                  |                                  |                                  |                                  |                                  |  |  | Tào Trọng quân                      |                                    |                                    |                                    |                                    |                                    |  |  |                                    |                                    |                                    |                                    |                                    |                                    |  |  |                 |                 |                 |                 |                 |                 |  |  |  |  |  |  |  |  |  |  |  |  |  |  |  |  |  |  |
|                               |                               |                               |                               |                               |                               |  |  |                                  |                                  |                                  |                                  |                                  |                                  |  |  |                                     |                                    |                                    |                                    |                                    |                                    |  |  |                                    |                                    |                                    |                                    |                                    |                                    |  |  |                 |                 |                 |                 |                 |                 |  |  |  |  |  |  |  |  |  |  |  |  |  |  |  |  |  |  |
|                               |                               |                               |                               |                               |                               |  |  |                                  |                                  |                                  |                                  |                                  |                                  |  |  | Tào Cung bá                         |                                    |                                    |                                    |                                    |                                    |  |  |                                    |                                    |                                    |                                    |                                    |                                    |  |  |                 |                 |                 |                 |                 |                 |  |  |  |  |  |  |  |  |  |  |  |  |  |  |  |  |  |  |
|                               |                               |                               |                               |                               |                               |  |  |                                  |                                  |                                  |                                  |                                  |                                  |  |  |                                     |                                    |                                    |                                    |                                    |                                    |  |  |                                    |                                    |                                    |                                    |                                    |                                    |  |  |                 |                 |                 |                 |                 |                 |  |  |  |  |  |  |  |  |  |  |  |  |  |  |  |  |  |  |
|                               |                               |                               |                               |                               |                               |  |  |                                  |                                  |                                  |                                  |                                  |                                  |  |  | Tào Hiếu bá                         |                                    |                                    |                                    |                                    |                                    |  |  |                                    |                                    |                                    |                                    |                                    |                                    |  |  |                 |                 |                 |                 |                 |                 |  |  |  |  |  |  |  |  |  |  |  |  |  |  |  |  |  |  |
|                               |                               |                               |                               |                               |                               |  |  |                                  |                                  |                                  |                                  |                                  |                                  |  |  |                                     |                                    |                                    |                                    |                                    |                                    |  |  |                                    |                                    |                                    |                                    |                                    |                                    |  |  |                 |                 |                 |                 |                 |                 |  |  |  |  |  |  |  |  |  |  |  |  |  |  |  |  |  |  |
|                               |                               |                               |                               |                               |                               |  |  |                                  |                                  |                                  |                                  |                                  |                                  |  |  |                                     |                                    |                                    |                                    |                                    |                                    |  |  |                                    |                                    |                                    |                                    |                                    |                                    |  |  |                 |                 |                 |                 |                 |                 |  |  |  |  |  |  |  |  |  |  |  |  |  |  |  |  |  |  |
| Tào Di bá ?-865 TCN - 835 TCN | Tào Di bá ?-865 TCN - 835 TCN | Tào Di bá ?-865 TCN - 835 TCN | Tào Di bá ?-865 TCN - 835 TCN | Tào Di bá ?-865 TCN - 835 TCN | Tào Di bá ?-865 TCN - 835 TCN |  |  | Tào U bá ?-835 TCN- 826 TCN      | Tào U bá ?-835 TCN- 826 TCN      | Tào U bá ?-835 TCN- 826 TCN      | Tào U bá ?-835 TCN- 826 TCN      | Tào U bá ?-835 TCN- 826 TCN      | Tào U bá ?-835 TCN- 826 TCN      |  |  | Tào Đái bá ?-825 TCN - 796 TCN      | Tào Đái bá ?-825 TCN - 796 TCN     | Tào Đái bá ?-825 TCN - 796 TCN     | Tào Đái bá ?-825 TCN - 796 TCN     | Tào Đái bá ?-825 TCN - 796 TCN     | Tào Đái bá ?-825 TCN - 796 TCN     |  |  |                                    |                                    |                                    |                                    |                                    |                                    |  |  |                 |                 |                 |                 |                 |                 |  |  |  |  |  |  |  |  |  |  |  |  |  |  |  |  |  |  |
| Tào Di bá ?-865 TCN - 835 TCN | Tào Di bá ?-865 TCN - 835 TCN | Tào Di bá ?-865 TCN - 835 TCN | Tào Di bá ?-865 TCN - 835 TCN | Tào Di bá ?-865 TCN - 835 TCN | Tào Di bá ?-865 TCN - 835 TCN |  |  | Tào U bá ?-835 TCN- 826 TCN      | Tào U bá ?-835 TCN- 826 TCN      | Tào U bá ?-835 TCN- 826 TCN      | Tào U bá ?-835 TCN- 826 TCN      | Tào U bá ?-835 TCN- 826 TCN      | Tào U bá ?-835 TCN- 826 TCN      |  |  | Tào Đái bá ?-825 TCN - 796 TCN      | Tào Đái bá ?-825 TCN - 796 TCN     | Tào Đái bá ?-825 TCN - 796 TCN     | Tào Đái bá ?-825 TCN - 796 TCN     | Tào Đái bá ?-825 TCN - 796 TCN     | Tào Đái bá ?-825 TCN - 796 TCN     |  |  |                                    |                                    |                                    |                                    |                                    |                                    |  |  |                 |                 |                 |                 |                 |                 |  |  |  |  |  |  |  |  |  |  |  |  |  |  |  |  |  |  |
|                               |                               |                               |                               |                               |                               |  |  |                                  |                                  |                                  |                                  |                                  |                                  |  |  | Tào Huệ bá ?-795 TCN - 760 TCN      |                                    |                                    |                                    |                                    |                                    |  |  |                                    |                                    |                                    |                                    |                                    |                                    |  |  |                 |                 |                 |                 |                 |                 |  |  |  |  |  |  |  |  |  |  |  |  |  |  |  |  |  |  |
|                               |                               |                               |                               |                               |                               |  |  |                                  |                                  |                                  |                                  |                                  |                                  |  |  |                                     |                                    |                                    |                                    |                                    |                                    |  |  |                                    |                                    |                                    |                                    |                                    |                                    |  |  |                 |                 |                 |                 |                 |                 |  |  |  |  |  |  |  |  |  |  |  |  |  |  |  |  |  |  |
|                               |                               |                               |                               |                               |                               |  |  |                                  |                                  |                                  |                                  |                                  |                                  |  |  |                                     |                                    |                                    |                                    |                                    |                                    |  |  |                                    |                                    |                                    |                                    |                                    |                                    |  |  |                 |                 |                 |                 |                 |                 |  |  |  |  |  |  |  |  |  |  |  |  |  |  |  |  |  |  |
|                               |                               |                               |                               |                               |                               |  |  | Tào Thạch Phủ ?- 760 TCN         | Tào Thạch Phủ ?- 760 TCN         | Tào Thạch Phủ ?- 760 TCN         | Tào Thạch Phủ ?- 760 TCN         | Tào Thạch Phủ ?- 760 TCN         | Tào Thạch Phủ ?- 760 TCN         |  |  | Tào Mục công ?- 760 TCN- 757 TCN    | Tào Mục công ?- 760 TCN- 757 TCN   | Tào Mục công ?- 760 TCN- 757 TCN   | Tào Mục công ?- 760 TCN- 757 TCN   | Tào Mục công ?- 760 TCN- 757 TCN   | Tào Mục công ?- 760 TCN- 757 TCN   |  |  |                                    |                                    |                                    |                                    |                                    |                                    |  |  |                 |                 |                 |                 |                 |                 |  |  |  |  |  |  |  |  |  |  |  |  |  |  |  |  |  |  |
|                               |                               |                               |                               |                               |                               |  |  | Tào Thạch Phủ ?- 760 TCN         | Tào Thạch Phủ ?- 760 TCN         | Tào Thạch Phủ ?- 760 TCN         | Tào Thạch Phủ ?- 760 TCN         | Tào Thạch Phủ ?- 760 TCN         | Tào Thạch Phủ ?- 760 TCN         |  |  | Tào Mục công ?- 760 TCN- 757 TCN    | Tào Mục công ?- 760 TCN- 757 TCN   | Tào Mục công ?- 760 TCN- 757 TCN   | Tào Mục công ?- 760 TCN- 757 TCN   | Tào Mục công ?- 760 TCN- 757 TCN   | Tào Mục công ?- 760 TCN- 757 TCN   |  |  |                                    |                                    |                                    |                                    |                                    |                                    |  |  |                 |                 |                 |                 |                 |                 |  |  |  |  |  |  |  |  |  |  |  |  |  |  |  |  |  |  |
|                               |                               |                               |                               |                               |                               |  |  |                                  |                                  |                                  |                                  |                                  |                                  |  |  | Tào Hoàn công ?-757 TCN- 702 TCN    |                                    |                                    |                                    |                                    |                                    |  |  |                                    |                                    |                                    |                                    |                                    |                                    |  |  |                 |                 |                 |                 |                 |                 |  |  |  |  |  |  |  |  |  |  |  |  |  |  |  |  |  |  |
|                               |                               |                               |                               |                               |                               |  |  |                                  |                                  |                                  |                                  |                                  |                                  |  |  |                                     |                                    |                                    |                                    |                                    |                                    |  |  |                                    |                                    |                                    |                                    |                                    |                                    |  |  |                 |                 |                 |                 |                 |                 |  |  |  |  |  |  |  |  |  |  |  |  |  |  |  |  |  |  |
|                               |                               |                               |                               |                               |                               |  |  |                                  |                                  |                                  |                                  |                                  |                                  |  |  | Tào Trang công ?- 702 TCN - 671 TCN |                                    |                                    |                                    |                                    |                                    |  |  |                                    |                                    |                                    |                                    |                                    |                                    |  |  |                 |                 |                 |                 |                 |                 |  |  |  |  |  |  |  |  |  |  |  |  |  |  |  |  |  |  |
|                               |                               |                               |                               |                               |                               |  |  |                                  |                                  |                                  |                                  |                                  |                                  |  |  |                                     |                                    |                                    |                                    |                                    |                                    |  |  |                                    |                                    |                                    |                                    |                                    |                                    |  |  |                 |                 |                 |                 |                 |                 |  |  |  |  |  |  |  |  |  |  |  |  |  |  |  |  |  |  |
|                               |                               |                               |                               |                               |                               |  |  |                                  |                                  |                                  |                                  |                                  |                                  |  |  |                                     |                                    |                                    |                                    |                                    |                                    |  |  |                                    |                                    |                                    |                                    |                                    |                                    |  |  |                 |                 |                 |                 |                 |                 |  |  |  |  |  |  |  |  |  |  |  |  |  |  |  |  |  |  |
|                               |                               |                               |                               |                               |                               |  |  | Tào Cơ                           | Tào Cơ                           | Tào Cơ                           | Tào Cơ                           | Tào Cơ                           | Tào Cơ                           |  |  | Tào Ly công ?- 671 TCN- 662 TCN     | Tào Ly công ?- 671 TCN- 662 TCN    | Tào Ly công ?- 671 TCN- 662 TCN    | Tào Ly công ?- 671 TCN- 662 TCN    | Tào Ly công ?- 671 TCN- 662 TCN    | Tào Ly công ?- 671 TCN- 662 TCN    |  |  |                                    |                                    |                                    |                                    |                                    |                                    |  |  |                 |                 |                 |                 |                 |                 |  |  |  |  |  |  |  |  |  |  |  |  |  |  |  |  |  |  |
|                               |                               |                               |                               |                               |                               |  |  | Tào Cơ                           | Tào Cơ                           | Tào Cơ                           | Tào Cơ                           | Tào Cơ                           | Tào Cơ                           |  |  | Tào Ly công ?- 671 TCN- 662 TCN     | Tào Ly công ?- 671 TCN- 662 TCN    | Tào Ly công ?- 671 TCN- 662 TCN    | Tào Ly công ?- 671 TCN- 662 TCN    | Tào Ly công ?- 671 TCN- 662 TCN    | Tào Ly công ?- 671 TCN- 662 TCN    |  |  |                                    |                                    |                                    |                                    |                                    |                                    |  |  |                 |                 |                 |                 |                 |                 |  |  |  |  |  |  |  |  |  |  |  |  |  |  |  |  |  |  |
|                               |                               |                               |                               |                               |                               |  |  |                                  |                                  |                                  |                                  |                                  |                                  |  |  | Tào Chiêu công ?-662 TCN- 653 TCN   |                                    |                                    |                                    |                                    |                                    |  |  |                                    |                                    |                                    |                                    |                                    |                                    |  |  |                 |                 |                 |                 |                 |                 |  |  |  |  |  |  |  |  |  |  |  |  |  |  |  |  |  |  |
|                               |                               |                               |                               |                               |                               |  |  |                                  |                                  |                                  |                                  |                                  |                                  |  |  |                                     |                                    |                                    |                                    |                                    |                                    |  |  |                                    |                                    |                                    |                                    |                                    |                                    |  |  |                 |                 |                 |                 |                 |                 |  |  |  |  |  |  |  |  |  |  |  |  |  |  |  |  |  |  |
|                               |                               |                               |                               |                               |                               |  |  |                                  |                                  |                                  |                                  |                                  |                                  |  |  | Tào Cung công ?- 653 TCN- 618 TCN   |                                    |                                    |                                    |                                    |                                    |  |  |                                    |                                    |                                    |                                    |                                    |                                    |  |  |                 |                 |                 |                 |                 |                 |  |  |  |  |  |  |  |  |  |  |  |  |  |  |  |  |  |  |
|                               |                               |                               |                               |                               |                               |  |  |                                  |                                  |                                  |                                  |                                  |                                  |  |  |                                     |                                    |                                    |                                    |                                    |                                    |  |  |                                    |                                    |                                    |                                    |                                    |                                    |  |  |                 |                 |                 |                 |                 |                 |  |  |  |  |  |  |  |  |  |  |  |  |  |  |  |  |  |  |
|                               |                               |                               |                               |                               |                               |  |  |                                  |                                  |                                  |                                  |                                  |                                  |  |  | Tào Văn công ?- 618 TCN- 595 TCN    |                                    |                                    |                                    |                                    |                                    |  |  |                                    |                                    |                                    |                                    |                                    |                                    |  |  |                 |                 |                 |                 |                 |                 |  |  |  |  |  |  |  |  |  |  |  |  |  |  |  |  |  |  |
|                               |                               |                               |                               |                               |                               |  |  |                                  |                                  |                                  |                                  |                                  |                                  |  |  |                                     |                                    |                                    |                                    |                                    |                                    |  |  |                                    |                                    |                                    |                                    |                                    |                                    |  |  |                 |                 |                 |                 |                 |                 |  |  |  |  |  |  |  |  |  |  |  |  |  |  |  |  |  |  |
|                               |                               |                               |                               |                               |                               |  |  |                                  |                                  |                                  |                                  |                                  |                                  |  |  | Tào Tuyên công ?- 595 TCN- 578 TCN  |                                    |                                    |                                    |                                    |                                    |  |  |                                    |                                    |                                    |                                    |                                    |                                    |  |  |                 |                 |                 |                 |                 |                 |  |  |  |  |  |  |  |  |  |  |  |  |  |  |  |  |  |  |
|                               |                               |                               |                               |                               |                               |  |  |                                  |                                  |                                  |                                  |                                  |                                  |  |  |                                     |                                    |                                    |                                    |                                    |                                    |  |  |                                    |                                    |                                    |                                    |                                    |                                    |  |  |                 |                 |                 |                 |                 |                 |  |  |  |  |  |  |  |  |  |  |  |  |  |  |  |  |  |  |
|                               |                               |                               |                               |                               |                               |  |  |                                  |                                  |                                  |                                  |                                  |                                  |  |  |                                     |                                    |                                    |                                    |                                    |                                    |  |  |                                    |                                    |                                    |                                    |                                    |                                    |  |  |                 |                 |                 |                 |                 |                 |  |  |  |  |  |  |  |  |  |  |  |  |  |  |  |  |  |  |
|                               |                               |                               |                               |                               |                               |  |  | Thái tử                          | Thái tử                          | Thái tử                          | Thái tử                          | Thái tử                          | Thái tử                          |  |  | Tào Thành công ?- 578 TCN- 555 TCN  | Tào Thành công ?- 578 TCN- 555 TCN | Tào Thành công ?- 578 TCN- 555 TCN | Tào Thành công ?- 578 TCN- 555 TCN | Tào Thành công ?- 578 TCN- 555 TCN | Tào Thành công ?- 578 TCN- 555 TCN |  |  |                                    |                                    |                                    |                                    |                                    |                                    |  |  | Công tử Hân Thì | Công tử Hân Thì | Công tử Hân Thì | Công tử Hân Thì | Công tử Hân Thì | Công tử Hân Thì |  |  |  |  |  |  |  |  |  |  |  |  |  |  |  |  |  |  |
|                               |                               |                               |                               |                               |                               |  |  | Thái tử                          | Thái tử                          | Thái tử                          | Thái tử                          | Thái tử                          | Thái tử                          |  |  | Tào Thành công ?- 578 TCN- 555 TCN  | Tào Thành công ?- 578 TCN- 555 TCN | Tào Thành công ?- 578 TCN- 555 TCN | Tào Thành công ?- 578 TCN- 555 TCN | Tào Thành công ?- 578 TCN- 555 TCN | Tào Thành công ?- 578 TCN- 555 TCN |  |  |                                    |                                    |                                    |                                    |                                    |                                    |  |  | Công tử Hân Thì | Công tử Hân Thì | Công tử Hân Thì | Công tử Hân Thì | Công tử Hân Thì | Công tử Hân Thì |  |  |  |  |  |  |  |  |  |  |  |  |  |  |  |  |  |  |
|                               |                               |                               |                               |                               |                               |  |  |                                  |                                  |                                  |                                  |                                  |                                  |  |  | Tào Vũ công ?- 555 TCN- 528 TCN     | Tào Vũ công ?- 555 TCN- 528 TCN    | Tào Vũ công ?- 555 TCN- 528 TCN    | Tào Vũ công ?- 555 TCN- 528 TCN    | Tào Vũ công ?- 555 TCN- 528 TCN    | Tào Vũ công ?- 555 TCN- 528 TCN    |  |  |                                    |                                    |                                    |                                    |                                    |                                    |  |  | Công tôn Hội    | Công tôn Hội    | Công tôn Hội    | Công tôn Hội    | Công tôn Hội    | Công tôn Hội    |  |  |  |  |  |  |  |  |  |  |  |  |  |  |  |  |  |  |
|                               |                               |                               |                               |                               |                               |  |  |                                  |                                  |                                  |                                  |                                  |                                  |  |  | Tào Vũ công ?- 555 TCN- 528 TCN     | Tào Vũ công ?- 555 TCN- 528 TCN    | Tào Vũ công ?- 555 TCN- 528 TCN    | Tào Vũ công ?- 555 TCN- 528 TCN    | Tào Vũ công ?- 555 TCN- 528 TCN    | Tào Vũ công ?- 555 TCN- 528 TCN    |  |  |                                    |                                    |                                    |                                    |                                    |                                    |  |  | Công tôn Hội    | Công tôn Hội    | Công tôn Hội    | Công tôn Hội    | Công tôn Hội    | Công tôn Hội    |  |  |  |  |  |  |  |  |  |  |  |  |  |  |  |  |  |  |
|                               |                               |                               |                               |                               |                               |  |  |                                  |                                  |                                  |                                  |                                  |                                  |  |  |                                     |                                    |                                    |                                    |                                    |                                    |  |  |                                    |                                    |                                    |                                    |                                    |                                    |  |  |                 |                 |                 |                 |                 |                 |  |  |  |  |  |  |  |  |  |  |  |  |  |  |  |  |  |  |
|                               |                               |                               |                               |                               |                               |  |  |                                  |                                  |                                  |                                  |                                  |                                  |  |  | Tào Bình công ?-528 TCN- 524 TCN    | Tào Bình công ?-528 TCN- 524 TCN   | Tào Bình công ?-528 TCN- 524 TCN   | Tào Bình công ?-528 TCN- 524 TCN   | Tào Bình công ?-528 TCN- 524 TCN   | Tào Bình công ?-528 TCN- 524 TCN   |  |  | Tào Ẩn công ?- 510 TCN- 506 TCN    | Tào Ẩn công ?- 510 TCN- 506 TCN    | Tào Ẩn công ?- 510 TCN- 506 TCN    | Tào Ẩn công ?- 510 TCN- 506 TCN    | Tào Ẩn công ?- 510 TCN- 506 TCN    | Tào Ẩn công ?- 510 TCN- 506 TCN    |  |  |                 |                 |                 |                 |                 |                 |  |  |  |  |  |  |  |  |  |  |  |  |  |  |  |  |  |  |
|                               |                               |                               |                               |                               |                               |  |  |                                  |                                  |                                  |                                  |                                  |                                  |  |  | Tào Bình công ?-528 TCN- 524 TCN    | Tào Bình công ?-528 TCN- 524 TCN   | Tào Bình công ?-528 TCN- 524 TCN   | Tào Bình công ?-528 TCN- 524 TCN   | Tào Bình công ?-528 TCN- 524 TCN   | Tào Bình công ?-528 TCN- 524 TCN   |  |  | Tào Ẩn công ?- 510 TCN- 506 TCN    | Tào Ẩn công ?- 510 TCN- 506 TCN    | Tào Ẩn công ?- 510 TCN- 506 TCN    | Tào Ẩn công ?- 510 TCN- 506 TCN    | Tào Ẩn công ?- 510 TCN- 506 TCN    | Tào Ẩn công ?- 510 TCN- 506 TCN    |  |  |                 |                 |                 |                 |                 |                 |  |  |  |  |  |  |  |  |  |  |  |  |  |  |  |  |  |  |
|                               |                               |                               |                               |                               |                               |  |  |                                  |                                  |                                  |                                  |                                  |                                  |  |  |                                     |                                    |                                    |                                    |                                    |                                    |  |  |                                    |                                    |                                    |                                    |                                    |                                    |  |  |                 |                 |                 |                 |                 |                 |  |  |  |  |  |  |  |  |  |  |  |  |  |  |  |  |  |  |
|                               |                               |                               |                               |                               |                               |  |  | Tào Điệu công ?-524 TCN- 515 TCN | Tào Điệu công ?-524 TCN- 515 TCN | Tào Điệu công ?-524 TCN- 515 TCN | Tào Điệu công ?-524 TCN- 515 TCN | Tào Điệu công ?-524 TCN- 515 TCN | Tào Điệu công ?-524 TCN- 515 TCN |  |  | Tào Thanh công ?- 515 TCN- 510 TCN  | Tào Thanh công ?- 515 TCN- 510 TCN | Tào Thanh công ?- 515 TCN- 510 TCN | Tào Thanh công ?- 515 TCN- 510 TCN | Tào Thanh công ?- 515 TCN- 510 TCN | Tào Thanh công ?- 515 TCN- 510 TCN |  |  | Tào Tĩnh công ?- 506 TCN - 502 TCN | Tào Tĩnh công ?- 506 TCN - 502 TCN | Tào Tĩnh công ?- 506 TCN - 502 TCN | Tào Tĩnh công ?- 506 TCN - 502 TCN | Tào Tĩnh công ?- 506 TCN - 502 TCN | Tào Tĩnh công ?- 506 TCN - 502 TCN |  |  |                 |                 |                 |                 |                 |                 |  |  |  |  |  |  |  |  |  |  |  |  |  |  |  |  |  |  |
|                               |                               |                               |                               |                               |                               |  |  | Tào Điệu công ?-524 TCN- 515 TCN | Tào Điệu công ?-524 TCN- 515 TCN | Tào Điệu công ?-524 TCN- 515 TCN | Tào Điệu công ?-524 TCN- 515 TCN | Tào Điệu công ?-524 TCN- 515 TCN | Tào Điệu công ?-524 TCN- 515 TCN |  |  | Tào Thanh công ?- 515 TCN- 510 TCN  | Tào Thanh công ?- 515 TCN- 510 TCN | Tào Thanh công ?- 515 TCN- 510 TCN | Tào Thanh công ?- 515 TCN- 510 TCN | Tào Thanh công ?- 515 TCN- 510 TCN | Tào Thanh công ?- 515 TCN- 510 TCN |  |  | Tào Tĩnh công ?- 506 TCN - 502 TCN | Tào Tĩnh công ?- 506 TCN - 502 TCN | Tào Tĩnh công ?- 506 TCN - 502 TCN | Tào Tĩnh công ?- 506 TCN - 502 TCN | Tào Tĩnh công ?- 506 TCN - 502 TCN | Tào Tĩnh công ?- 506 TCN - 502 TCN |  |  |                 |                 |                 |                 |                 |                 |  |  |  |  |  |  |  |  |  |  |  |  |  |  |  |  |  |  |
|                               |                               |                               |                               |                               |                               |  |  |                                  |                                  |                                  |                                  |                                  |                                  |  |  |                                     |                                    |                                    |                                    |                                    |                                    |  |  | Tào Bá Dương ?- 502 TCN- 487 TCN   |                                    |                                    |                                    |                                    |                                    |  |  |                 |                 |                 |                 |                 |                 |  |  |  |  |  |  |  |  |  |  |  |  |  |  |  |  |  |  |

Danh sách các vị quân chủ của nước Tào liệt kê dưới đây về cơ bản lấy theo quyển 35 của Sử ký - Quản Sái thế gia, có tham khảo thêm quyển 14 (Niên biểu 12 chư hầu).
| Tước hiệu         | Họ, tên       | Sinh, mất | Trị vì          | Quan hệ          |
| ----------------- | ------------- | --------- | --------------- | ---------------- |
| Tào Thúc Chấn Đạc | Cơ Chấn Đạc   |           |                 | Em Chu Vũ Vương  |
| Tào Thái bá       | Cơ Tì         |           |                 | Con Cơ Chấn Đạc  |
| Tào Trọng quân    | Cơ Bình       |           |                 | Con Thái bá      |
| Tào Cung bá       | Cơ Hầu        |           |                 | Con Trọng quân   |
| Tào Hiếu bá       | Cơ Vân        | ?-865 TCN | ?-865 TCN       | Con Cung bá      |
| Tào Di bá         | Cơ Hỉ         | ?-835 TCN | 864 TCN-835 TCN | Con Hiếu bá      |
| Tào U bá          | Cơ Cương      | ?-826 TCN | 834 TCN-826 TCN | Em Di bá         |
| Tào Đái bá        | Cơ Tô/Tiên    | ?-796 TCN | 825 TCN-796 TCN | Em U bá          |
| Tào Huệ bá        | Cơ Trĩ        | ?-760 TCN | 795 TCN-760 TCN | Con Đái bá       |
| Tào Thạch Phủ     | Cơ Thạch Phủ  | ?-760 TCN | 760 TCN         | Con Huệ bá       |
| Tào Mục công      | Cơ Vũ         | ?-757 TCN | 759 TCN-757 TCN | Em Tào Thạch Phủ |
| Tào Hoàn công     | Cơ Chung Sinh | ?-702 TCN | 756 TCN-702 TCN | Con Mục công     |
| Tào Trang công    | Cơ Tịch Cô    | ?-671 TCN | 701 TCN-671 TCN | Con Hoàn công    |
| Tào Ly công       | Cơ Di         | ?-661 TCN | 670 TCN-662 TCN | Con Trang công   |
| Tào Chiêu công    | Cơ Ban        | ?-653 TCN | 661 TCN-653 TCN | Con Ly công      |
| Tào Cung công     | Cơ Tương      | ?-618 TCN | 652 TCN-618 TCN | Con Chiêu công   |
| Tào Văn công      | Cơ Thọ        | ?-595 TCN | 617 TCN-595 TCN | Con Cộng công    |
| Tào Tuyên công    | Cơ Cường      | ?-578 TCN | 594 TCN-578 TCN | Con Văn công     |
| Tào Thành công    | Cơ Phụ Sô     | ?-555 TCN | 577 TCN-555 TCN | Con Tuyên công   |
| Tào Vũ công       | Cơ Thắng      | ?-528 TCN | 554 TCN-528 TCN | Con Thành công   |
| Tào Bình công     | Cơ Tu         | ?-524 TCN | 527 TCN-524 TCN | Con Vũ công      |
| Tào Điệu công     | Cơ Ngọ        | ?-515 TCN | 523 TCN-515 TCN | Con Bình công    |
| Tào Thanh công    | Cơ Dã         | ?-510 TCN | 514 TCN-510 TCN | Em Điệu công     |
| Tào Ẩn công       | Cơ Thông      | ?-506 TCN | 509 TCN-506 TCN | Em Bình công     |
| Tào Tĩnh công     | Cơ Lộ         | ?-502 TCN | 505 TCN-502 TCN | Em Thanh công    |
| Tào Bá Dương      | Cơ Bá Dương   | ?-487 TCN | 501 TCN-487 TCN | Con Tĩnh công    |

## Nhân vật nổi tiếng nước Tào
- Hy Phụ Ky
- Công Tôn Cường